# Lípa u Havlíčkova Brodu
Lípa (deutsch Linden) ist eine Gemeinde in Tschechien. Sie liegt sieben Kilometer südwestlich von Havlíčkův Brod und gehört zum Okres Havlíčkův Brod.

## Geographie

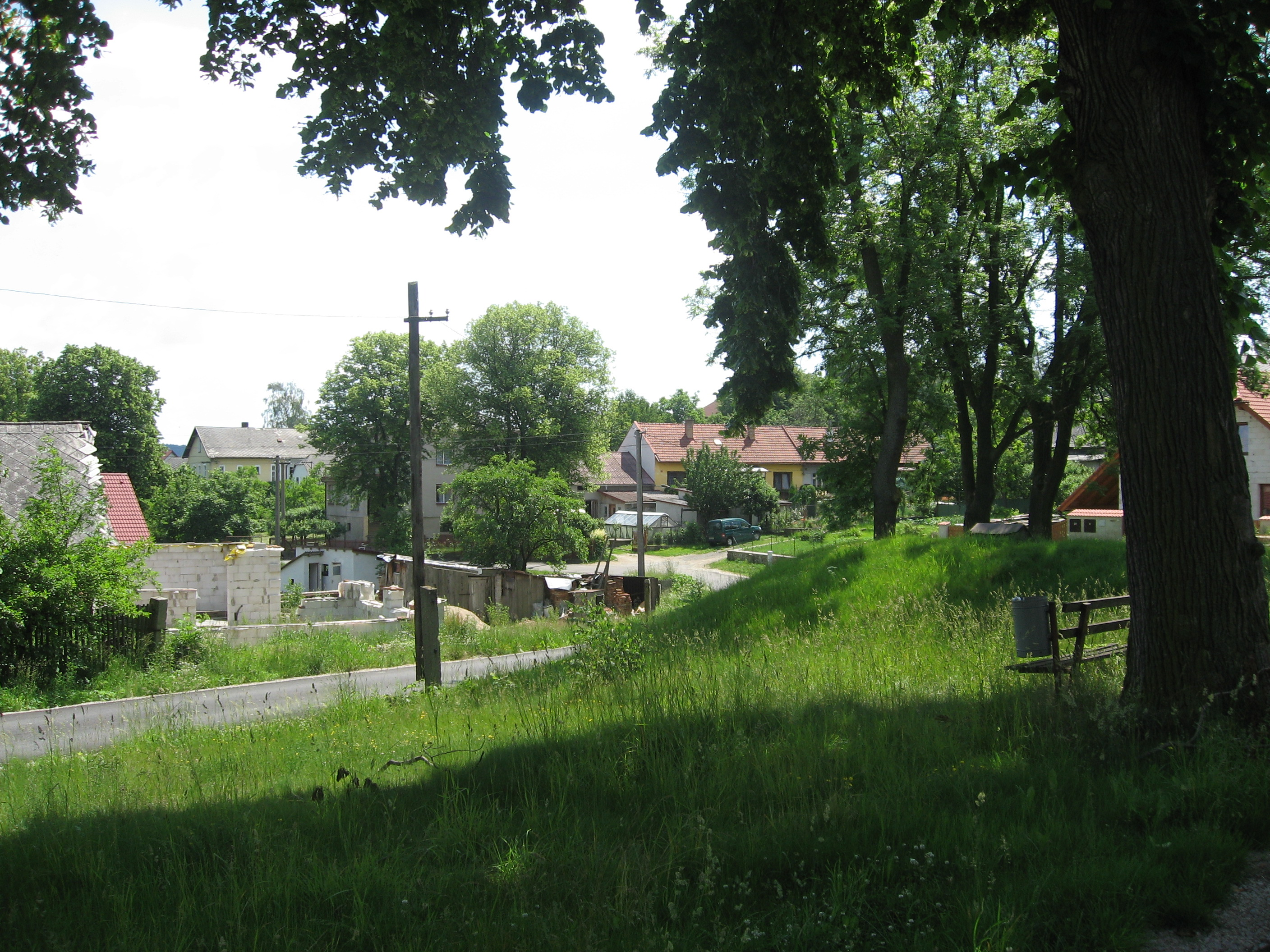
Ortsansicht

Lípa befindet sich in der Böhmisch-Mährischen Höhe am nördlichen Fuße des Hügels Mandlův kopec (523 m). Im Westen erhebt sich der Vejtův vršek (532 m). Am westlichen Ortsrand verläuft die Eisenbahnstrecke von Humpolec nach Havlíčkův Brod, an der in Lípa eine Bahnstation besteht.
Nachbarorte sind Šmolovy im Norden, Petrkov und Svatý Kříž im Nordosten, Hladový Mlýn, Suchá und U Kostelíka im Osten, Květnov und Skřivánek im Südosten, Okrouhlička und Kochánov im Süden, Lipský Dvorek, Dobrohostov und Pejchlův Mlýn im Südwesten, Horní Mlýn und Radňov im Westen sowie Malá Lípa, Květinov, Kvasetice und Michalovice im Nordwesten.

## Geschichte
Im 13. Jahrhundert begann der Silberbergbau in der Region. An der heutigen Einschicht U Kostelíka ist seit 1278 eine Bergsiedlung mit Bergkirche und Friedhof nachweisbar.
Die erste schriftliche Erwähnung des zur Herrschaft Lipnice gehörigen Dorfes Schonlinden erfolgte 1351. Aus dem Jahre 1383 ist erstmals der tschechische Name Krasna Lipa überliefert. Besitzer waren zunächst die Wartenberger, die die Güter 1436 an Nikolaus Trčka von Lípa verkauften. Im Jahre 1496 besaß Jan Lipský von Lípa das Vorwerk Lípa sowie die Höfe Waldhof (Lipský Dvorek) und Hammerhof (Malá Lípa). 1496 wurde das Dorf als Lípa, 1544 als Lippy und 1629 als Przy Lippy bezeichnet.
Nach der Aufhebung der Patrimonialherrschaften entstand 1850 die politische Gemeinde Lippy im Bezirk Deutschbrod. Seit 1854 sind die tschechischen und deutschen Bezeichnungen Lípa und Linden gebräuchlich. 1875 zerstörte ein Großfeuer fast das ganze Dorf.
Während der deutschen Besetzung errichtete die Zentralstelle für jüdische Auswanderung im Juli 1940 auf dem Kraus-Gut in Linden ein Umerziehungslager für junge jüdische Männer mit etwa 400 Plätzen. Die Insassen wurden bei Arbeiten in der Landwirtschaft eingesetzt und sollten zur Gewöhnung an Disziplin erzogen werden. Zugleich wurden sie bei außergewöhnlichen Ereignissen wie z. B. dem Eisenbahnbau oder der Schneeräumung herangezogen. Bis zur Auflösung des Lagers im Februar 1945 waren in Linden insgesamt 1353 Menschen inhaftiert. Die meisten von ihnen wurden in das KZ Theresienstadt verschickt. Es wird angenommen, dass etwa hundert der Insassen den Zweiten Weltkrieg überlebt haben.
Mit Beginn des Jahres 1961 wurde Petrkov und im Jahre 1976 Dobrohostov mit Chválkov eingemeindet.

## Gemeindegliederung
Die Gemeinde Lípa besteht aus den Ortsteilen Chválkov (Chwalkau), Dobrohostov (Schechlenz), Lípa (Linden) und Petrkov (Peterkau) sowie den Ansiedlungen Lipský Dvorek (Waldhöfel) und Malá Lípa (Hammerhöfel).

## Sehenswürdigkeiten
- Sühnekreuz

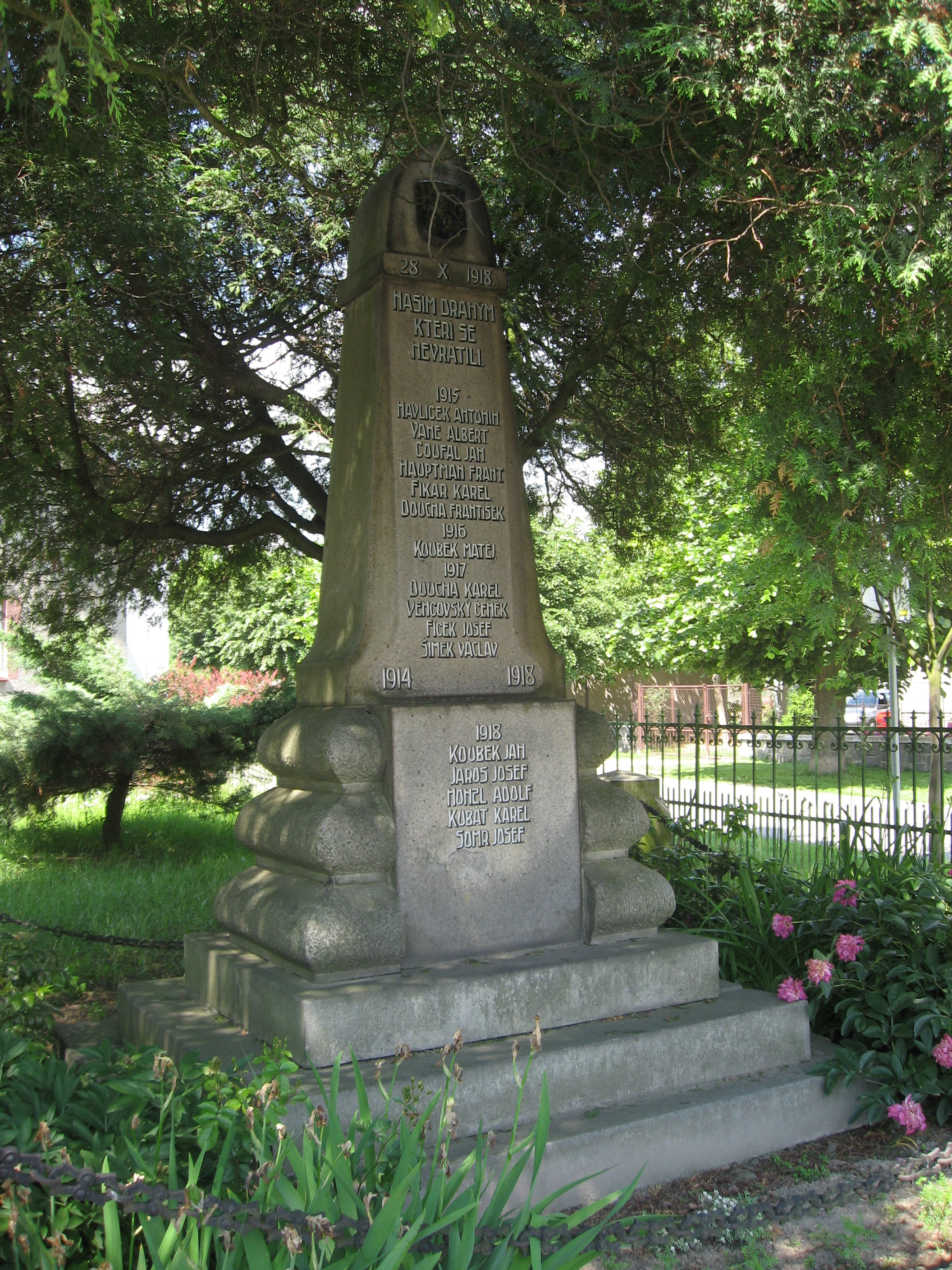
Obelisk zum Gedenken an die Opfer des Ersten Weltkrieges

- Obelisk zum Gedenken an die 24 Opfer des Ersten Weltkrieges
- barocke Statue der Jungfrau Maria – Hilfe der Christen, errichtet 1760
- barockes Kruzifix aus dem Jahre 1773
- klassizistische Betsäule auf dem Mandlův kopec, geschaffen 1780
- Schloss Petrkov
- Kapelle der hl. Anna in Dobrohostov
- Kapelle in Petrkov

## Söhne und Töchter der Gemeinde
- Bohuslav Reynek (1892–1971), tschechischer Dichter und Übersetzer, geboren in Petrkov